# Sierra d'en Sitja
Sierra d'en Sitja är en bergskedja i Spanien.   Den ligger i provinsen Província de Lleida och regionen Katalonien, i den nordöstra delen av landet, 500 km öster om huvudstaden Madrid.